# Federispitz
Federispitz är en bergstopp i Schweiz.   Den ligger i distriktet Wahlkreis See-Gaster och kantonen Sankt Gallen, i den östra delen av landet, 130 km öster om huvudstaden Bern. Toppen på Federispitz är 1 865 meter över havet, eller 220 meter över den omgivande terrängen. Bredden vid basen är 2,9 km.
Terrängen runt Federispitz är bergig söderut, men norrut är den kuperad. Runt Federispitz är det ganska glesbefolkat, med 27 invånare per kvadratkilometer.. Närmaste större samhälle är Schänis, 3,4 km väster om Federispitz. 
Omgivningarna runt Federispitz är en mosaik av jordbruksmark och naturlig växtlighet.